# Saison 2022 du Championship (rugby à XIII)
Navigation
Édition précédente Édition suivante
La Saison 2022 du Championship (connu pour des raisons de partenariats comme la Betfred Championship) se joue entre quatorze équipes.
Avec la promotion du Toulouse olympique en 2021, ce championnat redevient intégralement anglais.

## Résultats

### Classement de la phase régulière
| Rang | Franchise           | J  | V  | N | D  | Pm   | Pe   | Diff  | Pts |
| ---- | ------------------- | -- | -- | - | -- | ---- | ---- | ----- | --- |
| 1    | Leigh Centurions    | 27 | 26 | 0 | 1  | 1306 | 208  | +1098 | 52  |
| 2    | Featherstone Rovers | 27 | 23 | 3 | 1  | 1060 | 468  | +592  | 47  |
| 3    | Halifax             | 27 | 20 | 0 | 7  | 837  | 442  | +395  | 40  |
| 4    | Barrow Raiders      | 27 | 18 | 1 | 8  | 757  | 587  | +170  | 37  |
| 5    | Batley Bulldogs     | 27 | 17 | 2 | 8  | 738  | 551  | +187  | 36  |
| 6    | York City Knights   | 27 | 18 | 0 | 9  | 677  | 596  | +81   | 36  |
| 7    | Sheffield Eagles    | 27 | 12 | 0 | 15 | 701  | 660  | +41   | 24  |
| 8    | Widnes Vikings      | 27 | 12 | 0 | 15 | 567  | 679  | -112  | 24  |
| 9    | Bradford Bulls      | 27 | 11 | 0 | 16 | 523  | 677  | -154  | 22  |
| 10   | Whitehaven          | 27 | 9  | 1 | 17 | 488  | 854  | -366  | 19  |
| 11   | London Broncos      | 27 | 8  | 1 | 18 | 548  | 740  | -192  | 17  |
| 12   | Newcastle           | 27 | 7  | 1 | 19 | 559  | 877  | -318  | 15  |
| 13   | Dewsbury Rams       | 27 | 3  | 1 | 23 | 385  | 964  | -579  | 7   |
| 14   | Workington          | 27 | 1  | 0 | 26 | 296  | 1139 | -843  | 2   |

|  | Qualifié pour les demi-finales de la phase finale. |
|  | Qualifié pour la phase finale.                     |
|  | Relégué en League 1.                               |

Attribution des points : deux points sont attribués pour une victoire, un point pour un match nul (si dans la prolongation est déterminé au golden point extra il reçoit un second point), aucun point en cas de défaite.

### Phase finale
|  | Quarts de finale  | Quarts de finale    |                   |    | Demi-finales     | Demi-finales |  |  | Finale | Finale |
|  | Quarts de finale  | Quarts de finale    |                   |    | Demi-finales     | Demi-finales |  |  | Finale | Finale |
|  |                   |                     |                   |    |                  |              |  |  |        |        |
|  |                   |                     |                   |    |                  |              |  |  |        |        |
|  |                   |                     |                   |    |                  |              |  |  |        |        |
|  | Leigh Centurions  | 70                  |                   |    |                  |              |  |  |        |        |
|  | Leigh Centurions  | 70                  | Halifax Panthers  | 24 |                  |              |  |  |        |        |
|  | York City Knights | 10                  | Halifax Panthers  | 24 |                  |              |  |  |        |        |
|  | York City Knights | 10                  | York City Knights | 26 |                  |              |  |  |        |        |
|  |                   |                     | York City Knights | 26 | Leigh Centurions | 44           |  |  |        |        |
|  |                   |                     |                   |    | Leigh Centurions | 44           |  |  |        |        |
|  |                   | Batley Bulldogs     | 12                |    |                  |              |  |  |        |        |
|  | Barrow Raiders    | Batley Bulldogs     | 12                | 8  |                  |              |  |  |        |        |
|  | Barrow Raiders    | Featherstone Rovers | 28                | 8  |                  |              |  |  |        |        |
|  | Batley Bulldogs   | Featherstone Rovers | 28                | 18 |                  |              |  |  |        |        |
|  | Batley Bulldogs   | Batley Bulldogs     | 32                | 18 |                  |              |  |  |        |        |
|  |                   | Batley Bulldogs     | 32                |    |                  |              |  |  |        |        |

#### Finale
Le 2 octobre 2022 au Leigh Sports Village, Leigh.
Homme du match : 
Points marqués :
Évolution du score : 
Arbitre : C. Kendall 
Spectateurs : 7 233

## Médias

### Télévision
En Grande-Bretagne et en Irlande, les matchs clefs de la saison (finale d'accession par exemple) sont retransmis sur Sky Sports.

### Radio
En Angleterre, les antennes locales de la BBC diffusent certains matchs. 